# He Wanted a Baby
He Wanted a Baby è un cortometraggio muto del 1909. Il nome del regista non viene riportato nei credit del film.

## Produzione
Il film fu prodotto dalla Lubin Manufacturing Company.

## Distribuzione
Distribuito dalla Lubin Manufacturing Company, il film -  um cortometraggio della lunghezza di 140 metri - uscì nelle sale cinematografiche statunitensi il 6 dicembre 1909. Nelle proiezioni, veniva programmato con il sistema dello split reel, accorpato in un'unica bobina con un altro cortometraggio prodotto dalla Lubin, la commedia She Took Mother's Advice.